# Ethernet over SDH
Ethernet over SDH (EoS, EoSDH) lub Ethernet over SONET to zbiór protokołów pozwalających na wydajne i elastyczne przesyłanie ruchu ethernetowego przez synchroniczne sieci cyfrowe. Poniżej przedstawione są zagadnienia dotyczące Synchronous Digital Hierarchy (SDH) ale w przypadku SONET (standardu używanego głównie w Ameryce Północnej) wszystkie funkcje są analogiczne.
Ramki ethernetowe, które mają być przesłane przez SDH są przesyłane przez blok enkapsulacji (zazwyczaj Generic Framing Procedure), w celu stworzenia synchronicznego strumienia danych z asynchronicznych pakietów ethernetowych. Następnie synchroniczny strumień enkapsulowanych danych przechodzi przez blok mapowania, który zazwyczaj używa wirtualnego powiązania (ang. virtual concatenation), czyli odwrotnej multipleksacji polegającej na zamianie całego pasma na mniejsze strumienie bitów, które można rutować oddzielnie, różnymi trasami SDH.
Po przejściu przez trasy SDH, cały ruch jest poddawany procesowi odwrotnemu. Przetwarzane są powiązania wirtualne w celu odtworzenia oryginalnego synchronicznego strumienia bajtów, następnie odbywa się dekapsulacja w celu zamiany strumieni danych synchronicznych na asynchroniczny strumień ramek ethernetowych.
Dopuszczalne trasy SDH to VC-4, VC-3, VC-12 i VC-11. Aż do 64 tras VC-11 lub VC-12 może być powiązanych wspólnie w celu zbudowania pojedynczej, dużej grupy powiązanej wirtualnie. Podobnie z trasami VC-4 i VC-3, tylko w tym przypadku limit jest większy i wynosi aż 256 tras w jednej wirtualnej grupie. Trasy wewnątrz grupy określane są "członkami". Zazwyczaj powiązana wirtualnie grupa jest opisana według notacji <typTrasy>-<X>v, gdzie <typTrasy> to VC-4, VC-3, VC-12 lub VC-11 a X jest liczbą członków danej grupy.
- Łącze 10 Mbit/s ethernet jest często przesyłane przez grupę typu VC-12-5v, co wystarcza na przeniesienie całego pasma dla każdej wielkości pakietów.
- Łącze 100 Mbit/s ethernet jest często przesyłane przez grupę typu VC-3-2v, co wystarcza na przeniesienie całego pasma, kiedy używane są pakiety poniżej 250 bajtów i zapewnione jest ograniczenie ruchu dla większych pakietów przez kontrolę przepływu (Ethernet Flow Control).
- Łącze 1000 Mbit/s ethernet jest często przesyłane przez grupę typu VC-3-21v lub VC-4-7v, co wystarcza na przeniesienie całego pasma dla każdej wielkości pakietów.

| Kontener (SDH) | Kontener (SONET) | Typ        | Pojemność wypełnienia (Mbit/s) |
| -------------- | ---------------- | ---------- | ------------------------------ |
| VC-11-Xv       | VT-1.5-Xv SPE    | Low Order  | X x 1.600 (X = od 1 do 64)     |
| VC-12-Xv       | VT-2-Xv SPE      | Low Order  | X x 2.176 (X = od 1 do 64)     |
| VC-3-Xv        | -                | Low Order  | X x 48.384 (X = od 1 do 256)   |
| VC-3-Xv        | STS-1-Xv SPE     | High Order | X x 48.384 (X = od 1 do 256)   |
| VC-4-Xv        | STS-3c-Xv SPE    | High Order | X x 149.76 (X = od 1 do 256)   |

Dodatkowy protokół Link Capacity Adjustment Scheme (LCAS) pozwala dwóm punktom końcowym trasy SDH na negocjacje w celu określenia, które trasy pracują i mogą przenosić ruch, a które nie powinny być użyte.